# Louis Schnitzler
Levie Schnitzler (Rotterdam, 28 de novembre, 1868 – La Haia, 15 de maig, 1933), nom artístic Louis Schnitzler, va ser un pianista neerlandès.
Era fill del músic Abraham Schnitzler i Mietje van Zanten. Es va casar amb Annie Elberta ter Linden, 24 anys més jove que ell, entre 1915 i 1925. Es va tornar a casar el 1926 amb Jacqueline Eduarde Caroline Jeanne Gentil, 28 anys més jove que ell. Era nebot d'Abraham Israel Schnitzler i nebot d'Isidore Schnitzler, tots dos violinistes.
Louis Schnitzler va rebre la seva formació en violí i composició a Rotterdam de Friedrich Gernsheim, director de la Societat per a la Promoció de la Música d'allà. Es va fer conegut localment com a solista, però ràpidament va aconseguir fama nacional com a acompanyant. Músics com Isaäc Mossel, Alexander Kosman, Anton van Rooy, Kathleen Parlow, Mischa Elman, Susan Metcalfe, Carl Flesch, Tilly Koenen i Julia Culp van utilitzar els seus serveis. El seu món musical es va estendre fins a Rússia, on va emprendre una gira artística amb el "Hollands Trio", substituint Coenraad Valentijn Bos.
També va escriure música per a piano sol (Zwei Gavotte, opus 1 i Sonatine per a piano, opus 11), violí i violoncel, algunes de les quals van rebre premis de jurats que incloïen Willem Mengelberg i Bernard Zweers. Algunes de les seves cançons (Moeders lied, opus 10.3 amb un text de Justus van Maurik Jr.) van arribar a sales de concerts, així com diverses cançons neerlandeses.
El pedagog pianista Max van der Heijden va ser alumne seu, així com la violoncel·lista hongaresa Judith Bokor; Theo van der Pas el va substituir com a successor seu en el seu treball d'acompanyament.
Després de traslladar-se de Badhuislaan a Scheveningen, va desaparèixer lentament de la vista. El Lèxic Musical Il·lustrat de 1939 encara no esmentava la seva mort; això només es va corregir a la reimpressió de 1949. Va morir a La Haia i va ser incinerat a Westerveld.